# Trimma winterbottomi
Trimma winterbottomi är en fiskart som beskrevs av Randall och Downing, 1994. Trimma winterbottomi ingår i släktet Trimma och familjen smörbultsfiskar. Inga underarter finns listade i Catalogue of Life.